# Josip Turković
Josip Turković (* 4. April 1936 in Đurđevac; † 14. Mai 1982) war ein jugoslawischer Maler und Grafiker.

## Leben
Turković absolvierte die Kunstabteilung der Pädagogischen Akademie in Zagreb. Er war Lehrer und Mentor vieler kroatischer Künstler und wirkte in Zagreb, Legrad und Virje. Sein Leben und seine Kunst sind mit der Landschaft und der Kultur des Flusses Drau, einem Nebenfluss der Donau, eng verbunden. In Virje wurde eine ständige Gedächtnisausstellung eröffnet, die sowohl seine Werke als auch seine ethnographische Sammlung zeigt. Er starb am 14. Mai 1982 nach einer schweren Krankheit.

## Künstlerisches Schaffen
Turković schuf Ölgemälde und Grafik, aber auch Kirchenfresken. Z.B. in der katholischen Kirche St. Caterine in Ljubuški im Südwesten von Bosnien und Herzegowina malte er ein Fresko mit dem Thema „Weg zum Kalvarienberg“. Er interessierte sich für die Volkskunst, die er sammelte, in seinen Schriften interpretierte und in seiner Kunst als Inspirationsquelle verwendete. Als Grafiker illustrierte er zahlreiche Bücher. Er erhielt viele Auszeichnungen und Preise im In- und Ausland. Seine sehr raffinierten Arbeiten integrieren Motive und Techniken, die für die naive Kunst charakteristisch sind.

## Ausstellungen
Über 60 Einzelausstellungen sowie zahlreiche Gruppenausstellungen im In- und Ausland.
- Universität Göttingen, Dezember 1969/Januar 1970
- DUBRAVA CULTURAL CENTRE, Zagreb, 1970
- Ständige Gedächtnisausstellung in Virje
- Ausstellung des Gesamtwerks in der Galerija Stari Grad in Đurđevac (20. April bis 11. Mai 2012)

## Ehrungen
- Turković-Museum in der Mitrovica Straße, Virje